# Leccinellum sandmanii
Bolet du marchand de sable
Espèce
Leccinellum sandmanii, le Bolet du marchand de sable, est une espèce de champignon (Fungi) basidiomycète du genre Leccinellum dans la famille des Boletaceae. Très semblable à Leccinellum corsicum, il s'en distingue par sa plus grande taille et ses pores blanchâtres très peu jaunes à maturité.

## Taxonomie
Le nom correct complet (avec auteur) de ce taxon est Leccinellum sandmanii D. Puddu, 2023.

### Publication originale
- Davide Puddu, Il genere Leccinellum in Sardegna, 2023, p. 1-24

### Phylogénie
L'espèce a été décrite de Sardaigne, Italie, en 2023 par Davide Puddu.

### Étymologie
L'épithète spécifique sandmanii fait allusion au marchand de sable, qui fait s'endormir les enfants en leur saupoudrant du sable dans les yeux, en réfèrence à l'habitat typiquement sableux de ce bolet.

## Description du sporophore

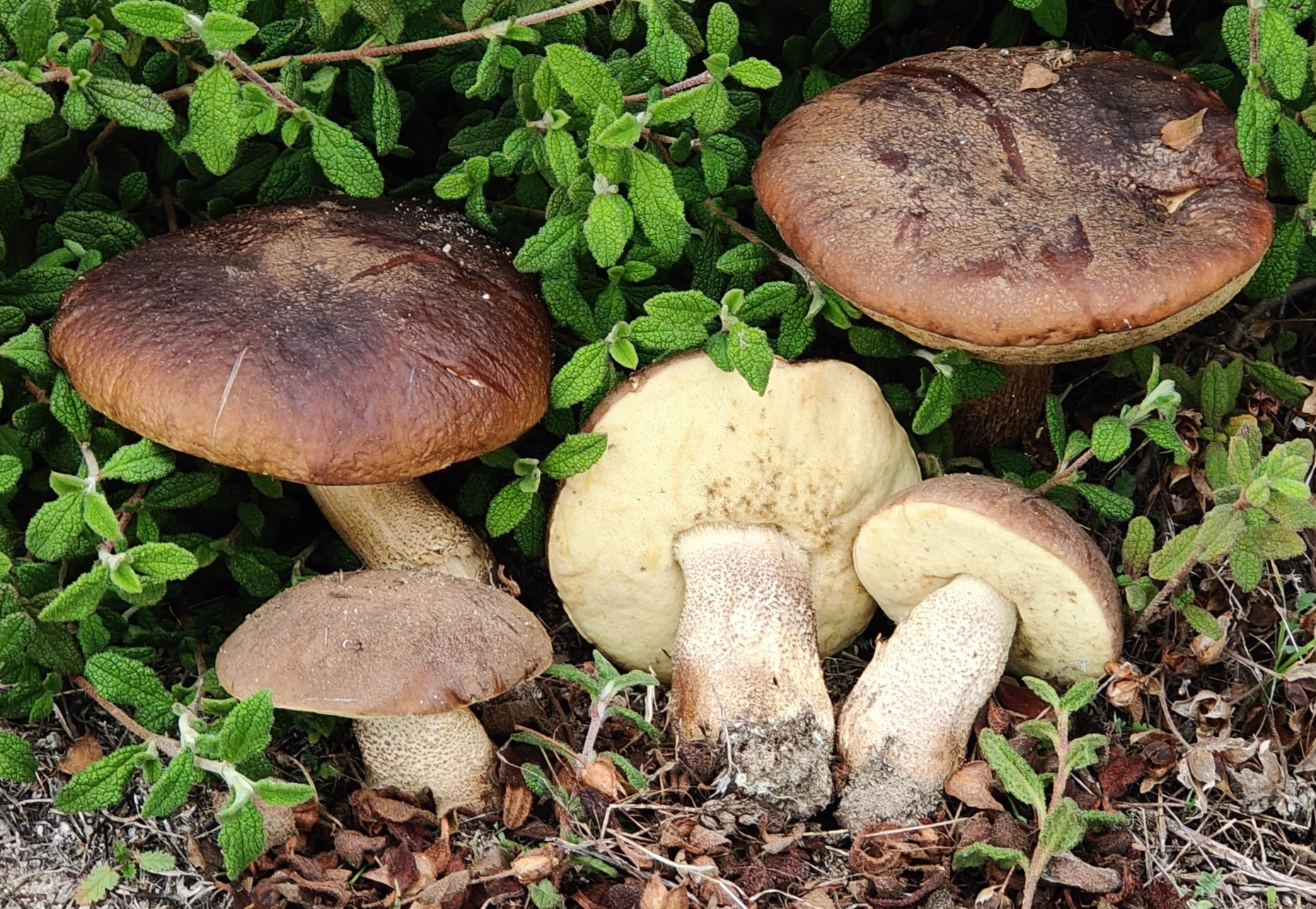
Collection de sporophores de L. sandmanii en Sardaigne.

Les bolets sont des champignons dont l’hyménium, constitué de tubes et terminés par des pores, se sépare facilement de la chair du chapeau. Ce chapeau d'abord rond, recouvert d'une cuticule, devient convexe à mesure qu’il vieillit. Ils ont un pied (stipe) central assez épais et une chair compacte. Les caractéristiques de Leccinellum sandmanii, sont les suivantes :
Son chapeau mesure 5 à 15 cm, sa surface est viscidule, brune à marron, tendant à devenir plus pâle vers les bords à maturité, feutrée d'argentée devenant brunâtre avec l'âge.
L'hyménophore présente des pores blanc jaunâtre, brunissants lentement à la pression après quelques heures. Les tubes sont concolores.
Son stipe est cylindrique à légèrement obèse chez les jeunes, blanchâtre à jaune clair, couvert de petites écailles d'abord jaunâtres puis devenants grisâtres et enfin orangeâtres avec l'âge, se décolorant parfois en brunâtre ochracé chez les spécimens matures.
La chair est blanchâtre, rougissante à la coupe après quelques minutes, devenant sombre sur les spécimens secs. Son odeur est faible et sa saveur est douce. Le mycélium basal est de couleur jaune beige clair.

### Caractéristiques microscopiques
Ses spores mesurent 16,7 à 21,9 µm x 5,9 à 8 µm.

## Galerie

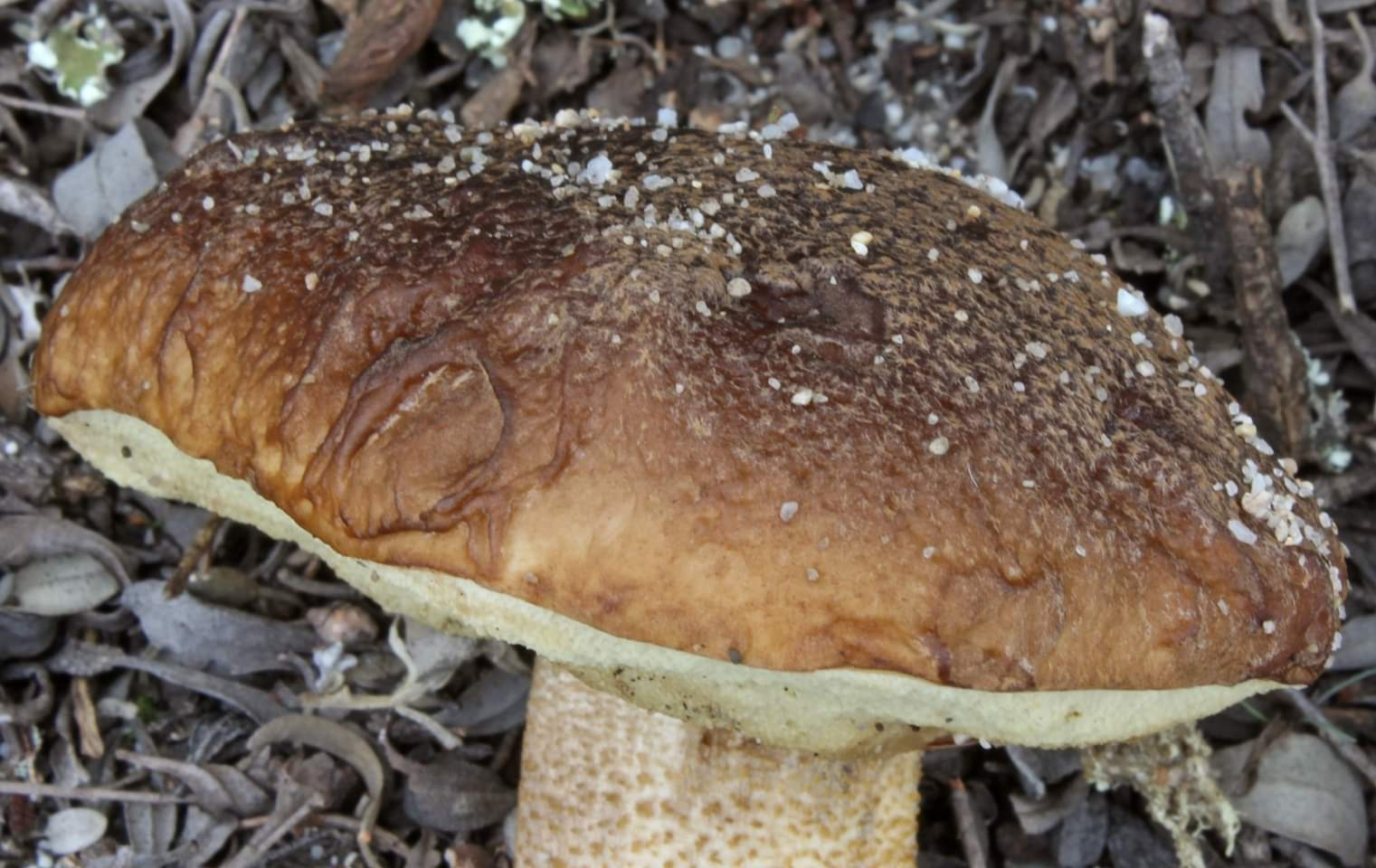
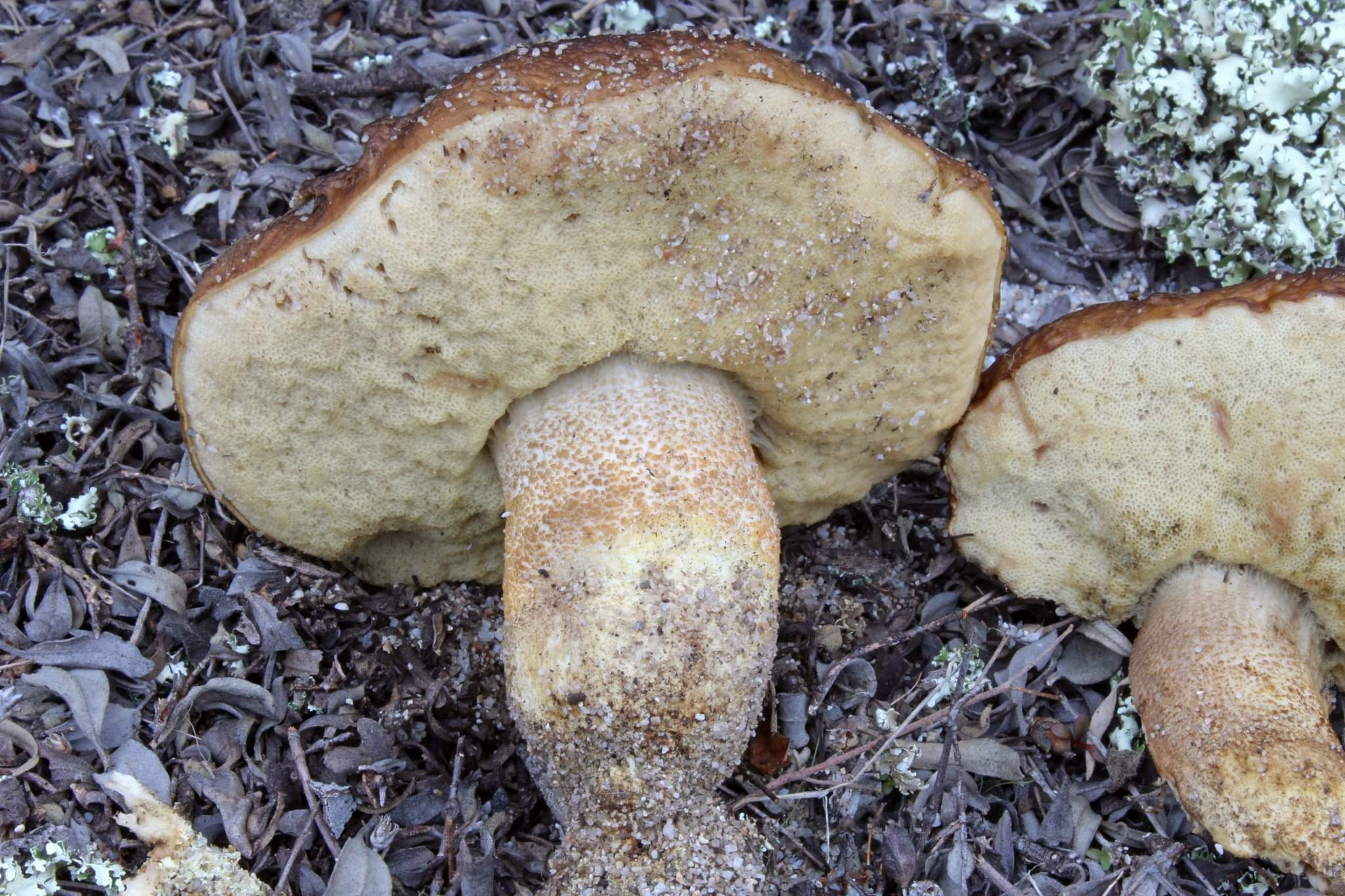
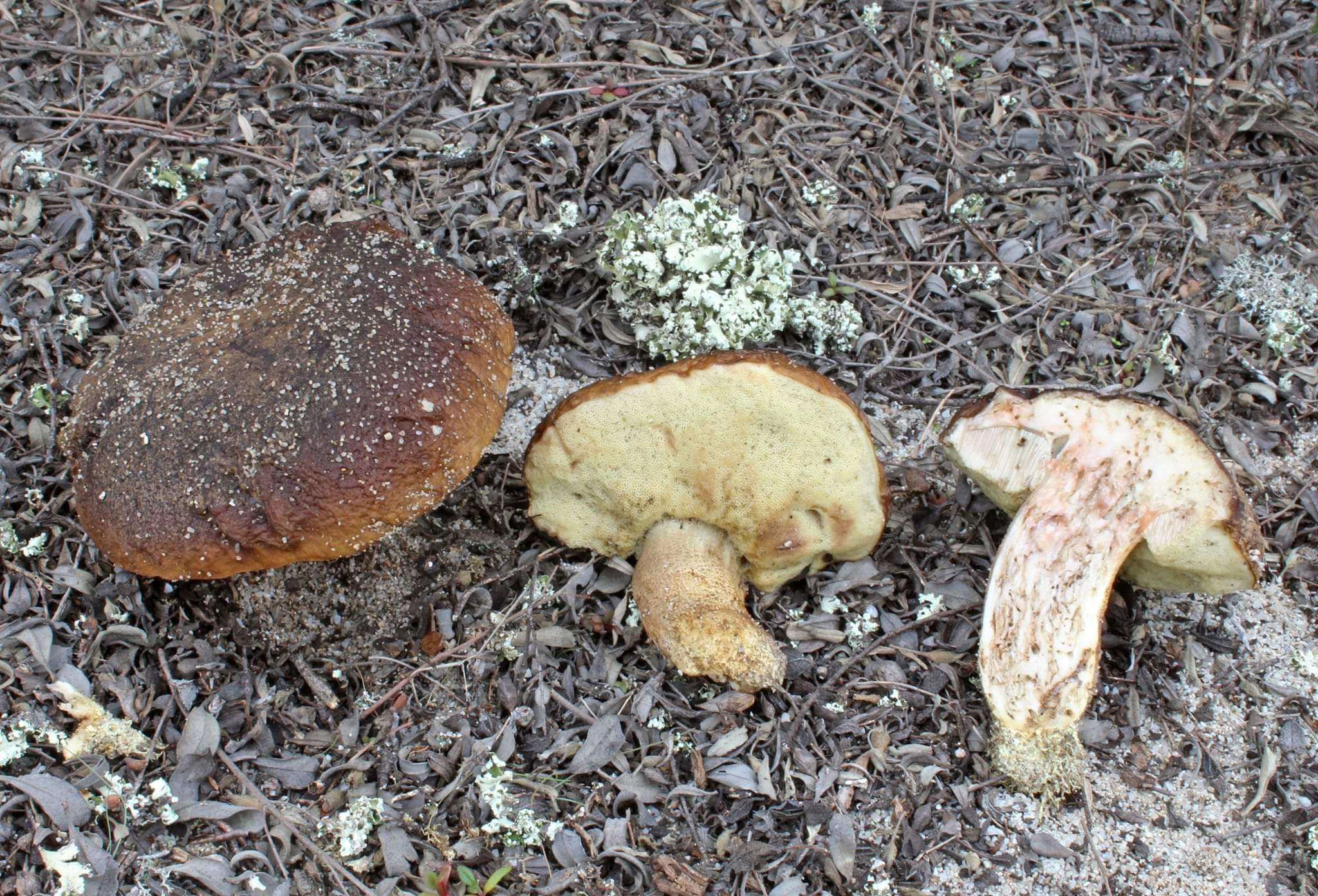
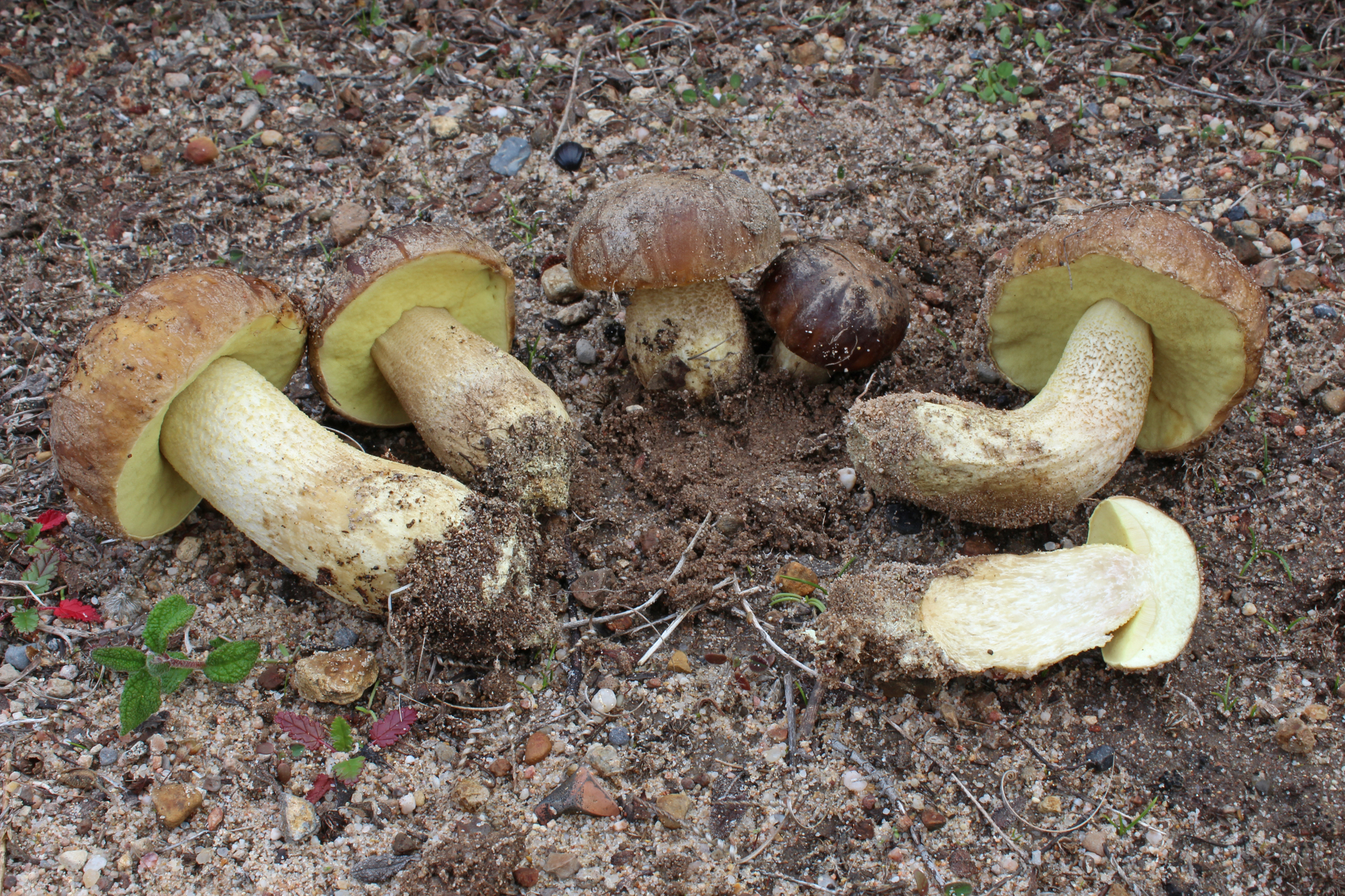
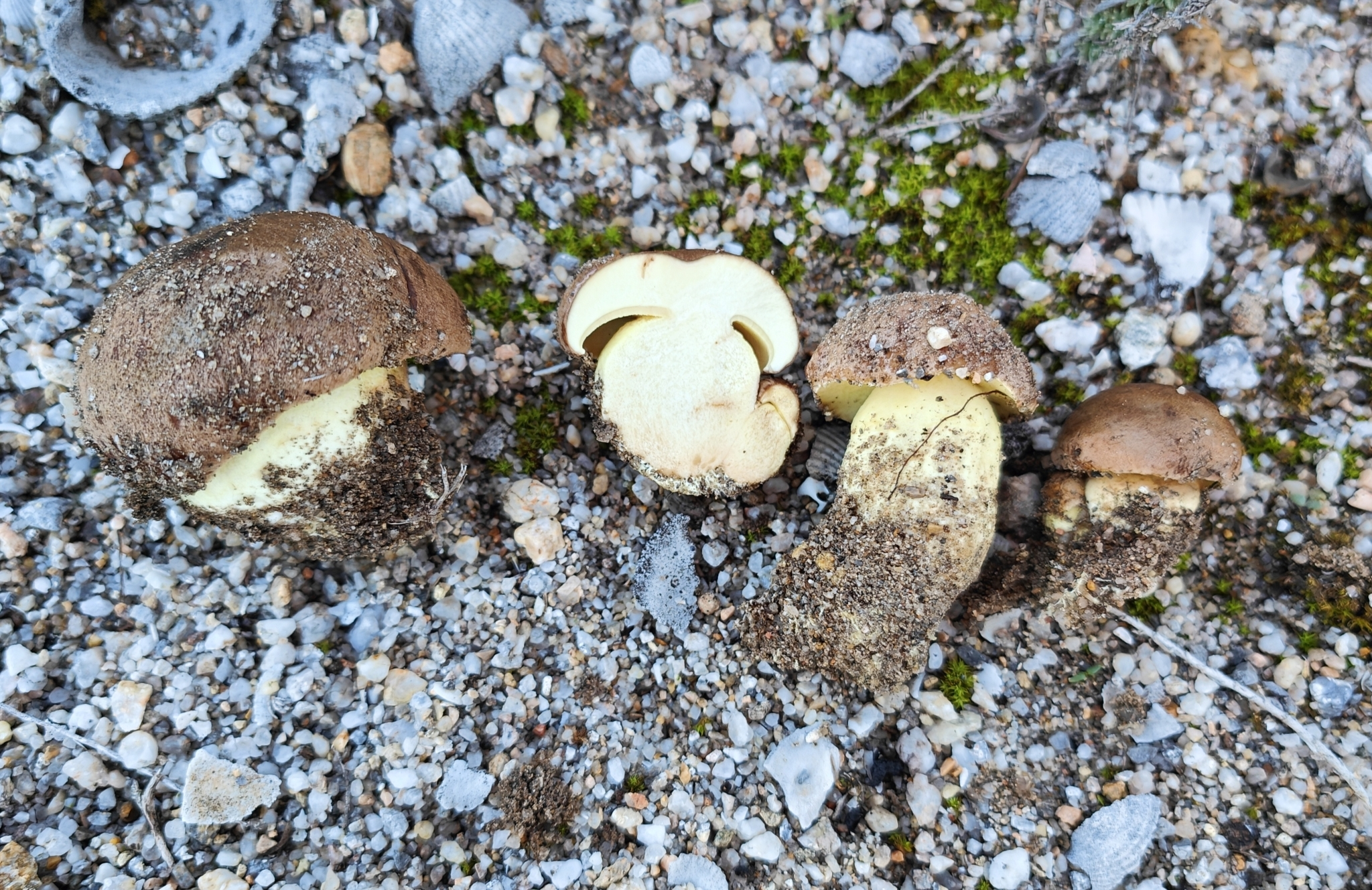

## Habitat et distribution
Il s'agit un champignon ectomycorhizien, de fin de saison (fin d'automne et hiver), poussant sous les Cistaceae, particulièrement Cistus salvifolius et Halimium halimifolium, dans les écosystèmes rétrodunaux du littoral. Connu actuellement uniquement de Sardaigne, il pousse probablement aussi dans d'autres pays du bassin méditerranéen.

## Comestibilité
Le Bolet du marchand de sable est comestible au même titre que L. corsicum, un peu plus doux, mais ne connait qu'une zone de consommation traditionnelle très localisée ; dans le Sud-Ouest de la Sardaigne. L'espèce n'est pas encore recensée sur le territoire français, même s'il est probable qu'elle soit présente en Corse, elle ne fait en l'occurrence l'objet d'aucune consommation traditionnelle ou occasionnelle, de sorte qu'elle est à considérer comme sans intérêt alimentaire de par son immense rareté sur le territoire .

## Confusions possibles
Le Bolet marchand de sable est à comparer avec les espèces suivantes :
- Le Bolet de Corse (Leccinellum corsicum), qui pousse aussi sous les Cistes, mais qui est plus petit, a des teintes plus jaunes dans ses pores, son stipe et sa chair, un chapeau moins visqueux et des spores moins longues. Comestible.
- Le Bolet des chênes verts (Leccinellum lepidum), qui pousse typiquement sous chênes verts, a un stipe jaune avec des écailles tendant à rester jaune très longtemps, une chair jaunâtre et des spores plus petites et moins longues[2]. Comestible.